# جوائز جلوبال العالمية
جوائز جلوبال العالمية (بالإنجليزية: G2T Global Awards)‏ هي جائزة تأسست عام 2016 وتمنح جوائزها لثلاث فئات رئيسية من الدول العربية: فئة القيادة، فئة الأعمال وفئة نجوم المجتمع والرياضيين. أول حفل لهذه الجائزة كان بمدينة مراكش بالمملكة المغربية في 27 نوفمبر 2016.
أنشأت الجائزة بمبادرة من السيد عبد الله عبد الكريم الرئيس التنفيذي لشركة جلوبال دو تي جروب المغربية وهي شركة متخصصة في التدريب وإقامة الفعاليات الكبرى.

## هيكل الجائزة
يتكون هيكل الجائزة من ثلاثة مستويات، الأولى هي اللجنة العليا والثانية هي الأمانة العامة والثالثة لجان الخبراء المتخصصة، التي تختص بفرز واختيار الجهات والأفراد الفائزين.
اللجنة العليا للجائزة
وهي أعلى أجسام الأمانة العامة للجائزة وتضم في عضويتها:
- البروفسور: محمد الكنيدري
- الشيخة حياة بنت عبد العزيز
- البروفسور عبد الملك محمد عبد الرحمن
- الوزيرة لمينة منت القطب
- اللواء محمد إبراهيم شريف
- البروفسور لويزا بولبرس

الأمانة العامة

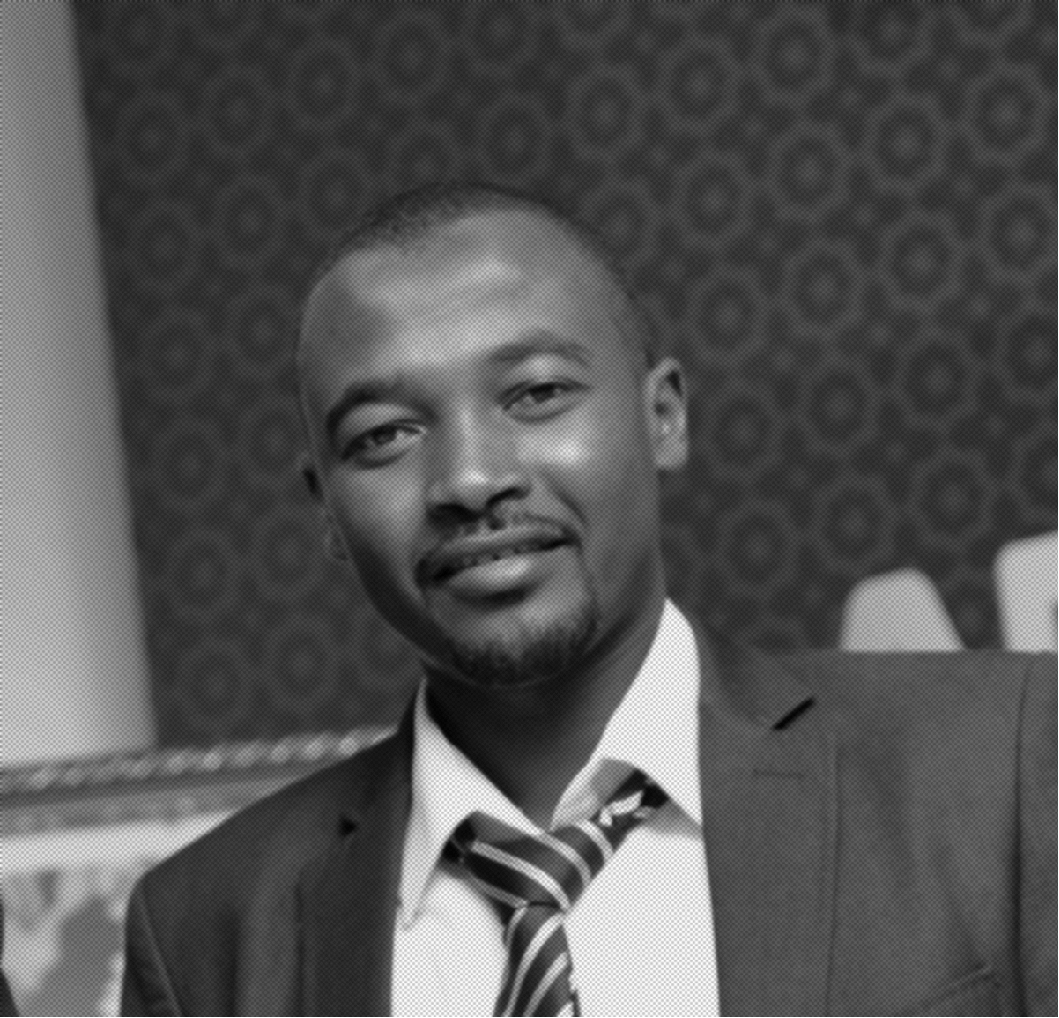
السيد : عبدالله عبدالكريم - الأمين العام للجائزة

وتعتبر الجسم العملياتي، يدير الأمانة العامة السيد: عبد الله عبد الكريم . الرئيس التنفيذي لجلوبال دو تي جروب المغربية.
لجنة الخبراء
يتم تعيينها بواسطة الأمانة العامة للجائزة وتختص بفرز وإختيار الفائزين كل عام.

## فئات الجائزة
توجد ثلاث فئات للجائزة:
فئة القيادة
وتحتوي على جائزتين:
1. وسام القيادة: (تم حجبها في 2016).
2. جائزة الرؤية: وتقدم لقائد عربي ذو رؤية متميزة ذات تأثير إيجابي على المستويات الاقتصادية والاجتماعية.

فئة الأعمال
في فئة الأعمال يقدم حفل الجائزة جوائزه للمؤسسات والأفراد المتميزين في قطاعات الطاقة، الأبحاث، الصناعات الغذائية، الاتصالات، النقل، التأمين، القطاع العقاري، الغرف التجارية، الإعلام والنشر، الاستثمار المتعدد، الابتكار، البتروكيماويات، التجزئة، الرعاية الصحية، إدارة الأصول والخدمات المالية.
فئة نجوم المجتمع والرياضيين
في فئة نجوم المجتمع يتم اختيار نجم المجتمع العربي لكل عام. بينما تشتمل الجوائز الرياضية على جائزة أفضل اتحاد رياضي عربي، أفضل الإداريين الرياضيين العرب، أفضل لاعب عربي، أفضل ناد رياضي عربي، أفضل مؤسسة رياضية عربية أفضل فريق إداري عربي وأفضل شركة رياضية عربية.

## جوائز العام 2016
| الدولة                   | الجهة الفائزة               | اسم الجائزة  |
| ------------------------ | --------------------------- | ------------ |
| الإمارات العربية المتحدة | الشيخ محمد بن راشد آل مكتوم | جأئزة الرؤية |

جوائز فئة الأعمال لعام 2016
| الدولة                   | الجهة الفائزة                            | اسم الجائزة                                    | القطاع               |
| ------------------------ | ---------------------------------------- | ---------------------------------------------- | -------------------- |
| قطر                      | أوريدو                                   | أفضل فريق إداري عربي - قطاع الاتصالات          | قطاع الاتصالات       |
| الإمارات العربية المتحدة | اتصالات الإمارات                         | أفضل شركة عربية - قطاع الاتصالات               | قطاع الاتصالات       |
| البحرين                  | المهندسة منى الهاشمي - باتلكو            | أفضل رئيس تنفيذي عربي - قطاع الاتصالات         | قطاع الاتصالات       |
| الأردن                   | الدكتور عبد الحي زلوم - مجموعة زلوم      | أفضل رئيس تنفيذي عربي - قطاع الصناعات الغذائية | الصناعات الغذائية    |
| الإمارات العربية المتحدة | العالمية القابضة لزراعة الاسماك          | أفضل فريق إداري عربي - الصناعات الغذائية       | الصناعات الغذائية    |
| السعودية                 | شركة الجريسي لخدمات الكمبيوتر والاتصالات | أفضل شركة عربية - تقنية المعلومات              | قطاع تقنية المعلومات |
| المغرب                   | محمد زهيد - مجموعة منارة                 | أفضل رئيس تنفيذي - القطاع العقاري              | القطاع العقاري       |
| قطر                      | مؤسسة الشيخ عيد الخيرية                  | أفضل مؤسسة أعمال خيرية عربية                   | قطاع الاعمال الخيرية |
| الكويت                   | معهد الكويت للابحاث العلمية              | أفضل مؤسسة بحثية عربية                         | قطاع الابحاث         |
| قطر                      | الشركة الاسلامية القطرية للتأمين         | أفضل فريق إداري عربي - قطاع التأمين            | قطاع التأمين         |
| الإمارات العربية المتحدة | شركة أبو ظبي للاعلام                     | أفضل شركة عربية - قطاع الاعلام والنشر          | قطاع الاعلام والنشر  |
| قطر                      | مصرف الريان                              | أفضل مصرف عربي                                 | قطاع الخدمات المالية |
| العراق                   | خولة الاسدي - مصرف الرافدين              | أفضل رئيسة تنفيذية عربية                       | قطاع الخدمات المالية |

فئة نجوم المجتمع لعام 2016
في عام 2016 تم منح هذه الجائزة للطفل المغربي والقارئ المتميز للقرآن الكريم الزبير الغوزي
جوائز فئة الرياضيين لعام 2016
| الدولة                   | الجهة الفائزة                                           | اسم الجائزة                      | القطاع                |
| ------------------------ | ------------------------------------------------------- | -------------------------------- | --------------------- |
| الإمارات العربية المتحدة | نادي العين الاماراتي                                    | جائزة أفضل نادي رياضي عربي 2016  | كرة القدم             |
| الإمارات العربية المتحدة | عمر عبد الرحمن                                          | جائزة أفضل لاعب عربي 2016        | كرة القدم             |
| المغرب                   | نادي قوس مراكش                                          | جائزة أفضل نادي رياضي عربي 2016  | الرماية بالقوس والسهم |
| الإمارات العربية المتحدة | نادي الوحدة الاماراتي                                   | جائزة أفضل نادي رياضي عربي 2016  | كرة السلة             |
| قطر                      | خالد بن حمد العطية – رئيس الاتحاد الرياضي العربي للشرطة | جائزة أفضل رئيس تنفيذي عربي 2016 | القطاع الرياضي        |
| الإمارات العربية المتحدة | نادي الوحدة الرياضي                                     | جائزة أفضل نادي رياضي عربي 2016  | السباحة               |
| الإمارات العربية المتحدة | نادي بالرميثة                                           | جائزة أفضل نادي رياضي عربي 2016  | التايكوندو            |
| قطر                      | الاتحاد القطري للفروسية                                 | جائزة أفضل اتحاد رياضي عربي 2016 | الفروسية              |
| المغرب                   | الجامعة الملكية المغربية للملاكمة                       | جائزة أفضل اتحاد رياضي عربي 2016 | الملاكمة              |
| عُمان                     | الجمعية العمانية للسيارات                               | جائزة أفضل اتحاد رياضي عربي 2016 | السيارات              |
| السعودية                 | الاتحاد السعودي للسباحة                                 | جائزة أفضل اتحاد رياضي عربي 2016 | السباحة               |
| الإمارات العربية المتحدة | الاتحاد الاماراتي للبولينج                              | جائزة أفضل اتحاد رياضي عربي 2016 | البولينج              |
| البحرين                  | الاتحاد البحريني لالعاب القوى                           | جائزة أفضل اتحاد رياضي عربي 2016 | ألعاب القوى           |
| تونس                     | الجامعة التونسية للمبارزة                               | جائزة أفضل اتحاد رياضي عربي 2016 | المبارزة              |

## جوائز العام 2017
جوائز فئة الأعمال لعام 2017
| الدولة                   | الجهة الفائزة                                         | اسم الجائزة                  | القطاع                      |
| ------------------------ | ----------------------------------------------------- | ---------------------------- | --------------------------- |
| السعودية                 | الشركة المتقدمة للبتروكيماويات                        | أفضل شركة عربية              | قطاع البرتروكيماويات        |
| السعودية                 | عبد الله القرعوي                                      | أفضل مدير تنفيذي عربي        | قطاع البرتوكيماويات         |
| المغرب                   | إتصالات المغرب                                        | جائزة أفضل شركة عربية        | قطاع الاتصالات              |
| المغرب                   | عبد السلام أحيزون                                     | أفضل رئيس تنفيذي عربي        | قطاع الاتصالات              |
| الأردن                   | البنك الإسلامي الأردني                                | أفضل مصرف عربي               | المصارف والخدمات المالية    |
| قطر                      | مصرف قطر الاسلامي                                     | جائزة أفضل فريق إداري عربي   | المصارف ووالخدمات المالية   |
| عُمان                     | سلام الشقصي                                           | جائزة أفضل رئيس تنفيذي عربي  | المصارف والخدمات المالية    |
| قطر                      | معهد قطر لبحوث الطب الحيوي                            | جائزة أفضل مؤسسة بحثية عربية | قطاع الابحاث                |
| قطر                      | عمر علي الاجنف                                        | جائزة أفضل رئيس تنفيذي عربي  | قطاع الابحاث                |
| الإمارات العربية المتحدة | المركز الدولي للدراسات الملحية                        | جائزة أفضل بيئة بحثية عربية  | قطاع الأبحاث                |
| عُمان                     | شركة المدينة للتأمين                                  | أفضل شركة عربية              | قطاع التأمين                |
| عُمان                     | المؤسسة التنموية للشركة العمانية للغاز الطبيعي المسال | جائزة المسئولية الاجتماعية   | قطاع المسئولية الاجتماعية   |
| المغرب                   | المكتب الوطني للسكك الحديدية                          | جائزة أفضل شركة عربية        | قطاع النقل العام            |
| عُمان                     | الشركة الوطنية للعبارات                               | جائزة أفضل شركة عربية        | قطاع النقل البحري           |
| قطر                      | شركة الكهرباء والماء القطرية (كهرماء)                 | جائزة أفضل شركة عربية        | قطاع الطاقة والمرافق العامة |
| الكويت                   | شركة المجموعة المتحدة للصناعات الغذائية               | جائزة أفضل فريق إداري عربي   | قطاع الصناعات الغذائية      |
| الكويت                   | شركة بو خمسين القابضة                                 | جائزة أفضل شركة عربية        | قطاع الشركات القابضة        |
| المغرب                   | الهيئة العربية للطيران المدني                         | جائزة أفضل منظمة عربية       | قطاع العمل العام            |
| المغرب                   | مجموعة العمران                                        | جائزة أفضل شركة عربية        | القطاع العقاري              |
| قطر                      | جمعية قطر الخيرية                                     | جائزة أفضل مؤسسة خيرية عربية | قطاع العمل الخيري           |
| الإمارات العربية المتحدة | شركة عارف وبن طوق                                     | جائزة أفضل فريق إداري        | القطاع العقاري              |

فئة نجوم المجتمع والرياضيين 2017
| الدولة                   | الجهة الفائزة                                                           | اسم الجائزة                                 | القطاع |
| ------------------------ | ----------------------------------------------------------------------- | ------------------------------------------- | ------ |
| المغرب                   | رجاء ناجي مكاوي                                                         | جائزة أفضل عمل تنويري عربي                  |        |
| المغرب                   | الفنان التشكيلي المغربي خلدون بوشعيب عن لوحته (محمد صلى الله عليه وسلم) | جائزة أفضل عمل فني عربي                     |        |
| الإمارات العربية المتحدة | الاتحاد الإماراتي للجو جيتسو                                            | جائزة أفضل اتحاد رياضي عربي                 |        |
| المغرب                   | نادي الوداد البيضاوي                                                    | جائزة أفضل ناد رياضي عربي                   |        |
| السعودية                 | المنتخب السعودي                                                         | جائزة أفضل منتخب رياضي عربي                 |        |
| المغرب                   | المنتخب المغربي                                                         | جائزة أفضل منتخب رياضي عربي                 |        |
| المغرب                   | فوزي لقجع / رئيس الجامعة الملكية المغربية لكرة القدم                    | جائزة أفضل رئيس اتحاد رياضي عربي            |        |
| السعودية                 | عادل عزت/ رئيس الاتحاد السعودي لكرة القدم                               | جائزة أفضل رئيس اتحاد رياضي عربي            |        |
| الإمارات العربية المتحدة | خالد الهنائي رئيس نادي الوحدة الرياضي                                   | جائزة أفضل الإداريين الرياضيين العرب        |        |
| قطر                      | مؤسسة أسباير زون                                                        | جأئزة أفضل مؤسسة رياضية عربية               |        |
| السعودية                 | نادي الهلال السعودي                                                     | جائزة المسئولية الاجتماعية / القطاع الرياضي |        |
| الإمارات العربية المتحدة | سالم الكربي                                                             | جأئزة أفضل مبادرة رياضية عربية              |        |

## جوائز العام 2018
جوائز فئة الأعمال لعام 2018
| الدولة                   | الجهة الفائزة                                        | اسم الجائزة                    | القطاع                                    |
| ------------------------ | ---------------------------------------------------- | ------------------------------ | ----------------------------------------- |
| قطر                      | بنك بروة                                             | أفضل مصرف عربي                 | قطاع المصارف والخدمات المالية             |
| البحرين                  | بنك جي أف أتش                                        | أفضل مصرف عربي                 | قطاع المصارف والخدمات المالية             |
| عُمان                     | بنك العز الاسلامي                                    | أفضل فريق إداري عربي           | قطاع المصارف والخدمات المالية             |
| الكويت                   | شركة صناعة الكيماويات البترولية                      | أفضل شركة عربية                | قطاع البتروكيماويات                       |
| عُمان                     | شركة النفط العمانية للمصافي والصناعات البترولية      | أفضل فريق إداري عربي           | قطاع البتروكيماويات                       |
| السعودية                 | شركة الجريسي لخدمات الكمبيوتر والإتصالات             | أفضل شركة عربية                | قطاع تقنية المعلومات                      |
| السعودية                 | شركة الجريسي لخدمات الكمبيوتر والإتصالات             | أفضل فريق إداري عربي           | قطاع تقنية المعلومات                      |
| عُمان                     | شركة المطاحن العمانية                                | أفضل شركة عربية                | قطاع الصناعات الغذائية                    |
| المغرب                   | إتصالات المغرب                                       | أفضل شركة عربية                | قطاع الإتصالات                            |
| عُمان                     | شركة المدينة للتأمين                                 | أفضل شركة عربية                | قطاع التأمين                              |
| المملكة المتحدة          | التلفزيون العربي                                     | أفضل مؤسسة إعلامية عربية       | قطاع الإعلام والنشر                       |
| المغرب                   | اصحيفة هيسبرس                                        | أفضل صحيفة إلكترونية عربية     | قطاع الإعلام والنشر                       |
| الكويت                   | وكالة الأنباء الكويتية                               | أفضل وكالة أنباء عربية         | قطاع الإعلام والنشر                       |
| قطر                      | منظمة قطر الخيرية                                    | أفضل مؤسسة خيرية عربية         | قطاع العمل الإنساني والمسئولية الإجتماعية |
| قطر                      | منظمة قطر الخيرية                                    | أفضل برنامج عربي               | قطاع العمل الإنساني والمسؤولية الإجتماعية |
| عُمان                     | المؤسسة التنموية للركة العمانية للغاز الطبيعي المسال | أفضل مؤسسة خيرية عربية         | قطاع العمل الإنساني والمسئولية الإجتماعية |
| الإمارات العربية المتحدة | شركة القدرة القابضة                                  | أفضل شركة عربية                | قطاع الشركات القابضة                      |
| السعودية                 | مدينة الملك فهد الطبية                               | أفضل بيئة بحثية عربية          | قطاع الابحاث                              |
| الكويت                   | الهيئة العامة للصناعات                               | أفضل مؤسسة حكومية عربية        | قطاع المؤسسات الحكومية                    |
| الكويت                   | الهيئة العامة للصناعات                               | أفضل برنامج حرفي عربي          | قطاع المؤسسات الحكومية                    |
| السعودية                 | شركة الشرق الأوسط لصناعة الورق " مبكو"               | أفضل شركة عربية                | قطاع الصناعات الورقية                     |
| قطر                      | شركة سكك الحديد القطرية                              | أفضل شركة عربية                | قطاع النقل العام                          |
| البحرين                  | دي أتش ال الشرق الأوسط وشمال افريقيا                 | أفضل شركة عربية                | قطاع اللوجستيات                           |
| المغرب                   | مجموعة أوزون المغربية                                | أفضل شركة عربية                | قطاع الخدمات العامة                       |
| عُمان                     | بنك جي أف أتش                                        | أفضل برنامج عربي لخدمة العملاء | قطاع المصارف والخدمات المالية             |
| عُمان                     | شركة شل العمانية                                     | أفضل شركة عربية                | قطاع تسويق المنتجات البترولية             |

فئة جوائز قيادة الأعمال لعام 2018
| الدولة   | الجهة الفائزة                 | اسم الجائزة           | القطاع                        |
| -------- | ----------------------------- | --------------------- | ----------------------------- |
| قطر      | خالد السبيعي                  | أفضل رئيس تنفيذي عربي | قطاع المصارف والخدمات المالية |
| الكويت   | محمد بن عبد اللطيف الفرهود    | أفضل رئيس تنفيذي عربي | قطاع البتروكيماويات           |
| قطر      | محمد بن بدر السادة            | أفضل رئيس تنفيذي عربي | قطاع الصناعات الغذائية        |
| المغرب   | فيكرات                        | أفضل رئيس تنفيذي عربي | قطاع الصناعات الغذائية        |
| المغرب   | عبد السلام أحيزون             | أفضل رئيس تنفيذي عربي | قطاع الإتصالات                |
| الكويت   | عبد الكريم تقي                | أفضل رئيس تنفيذي عربي | قطاع المؤسسات الحكومية        |
| السعودية | سامي الصفران                  | أفضل رئيس تنفيذي عربي | قطاع الصناعات الورقية         |
| قطر      | عبد الله بن عبدالعزيز السبيعي | أفضل رئيس تنفيذي عربي | قطاع النقل العام              |
| البحرين  | نور سليمان                    | أفضل رئيس تنفيذي عربي | قطاع اللوجستيات               |
| البحرين  | محمد بن محمود البلوشي         | أفضل رئيس تنفيذي عربي | قطاع تسويق المنتجات البترولية |
| المغرب   | عزيز بدراوي                   | أفضل رئيس تنفيذي عربي | قطاع الخدمات العامة           |

فئة جوائز التميز العربي 2018
| الدولة | الجهة الفائزة | اسم الجائزة                                         | القطاع |
| ------ | ------------- | --------------------------------------------------- | ------ |
| المغرب | لويزا بولبرس  | جائزة التميز الأكاديمي العربي                       |        |
| المغرب | الحسن التازي  | جائزة التميز المهني العربي                          |        |
| المغرب | مصطفى امدجار  | جائزة التميز المهني العربي                          |        |
| المغرب | رشيد الوالي   | جائزة التميز الإبداعي والتلفزيوني والسينمائي العربي |        |

## جوائز العام 2019
فئة جوائز الأعمال لعام 2019
| الدولة   | الجهة الفائزة                   | اسم الجائزة             | القطاع                                   |
| -------- | ------------------------------- | ----------------------- | ---------------------------------------- |
| السعودية | شركة حياة للمياه                | أفضل شركة عربية         | قطاع المرافق العامة والخدمات             |
| السعودية | شركة عكل للتجارة والصناعة       | أفضل شركة عربية         | قطاع انظمة الري                          |
| السعودية | شركة البحري                     | أفضل شركة عربية         | قطاع النقل البحري                        |
| السعودية | شركة دواجن الوطنية              | أفضل شركة عربية         | قطاع الصناعات الغذائية                   |
| قطر      | شركة سكك الحديد القطرية         | أفضل شركة عربية         | قطاع النقل العام                         |
| قطر      | شركة الديار القطرية             | أفضل شركة عربية         | قطاع المرافق التطوير العقاري             |
| الكويت   | شركة صناعة الكيماويات البترولية | أفضل شركة عربية         | قطاع الالبتروكيماويات                    |
| عُمان     | شركة أولى                       | أفضل شركة عربية         | قطاع التسويق المواد البترولية            |
| قطر      | شركة المناطق الإقتصادية         | أفضل شركة عربية         | قطاع الخدمات اللوجستية                   |
| قطر      | شركة سكك الحديد القطرية         | أفضل فريق إداري عربي    | قطاع النقل العام                         |
| السعودية | جمعية إطعام                     | أفضل مبادرة خيرية عربية | قطاع العمل اإنساني والمسؤولية الإجتماعية |
| السعودية | شركة مهارة                      | أفضل شركة عربية         | فئة الموارد البشرية                      |

جوائز فئة قيادة الأعمال لعام 2019
| الدولة   | الجهة الفائزة          | اسم الجائزة           | القطاع                      |
| -------- | ---------------------- | --------------------- | --------------------------- |
| السعودية | محمد سليمان الراجحي    | أفضل رئيس تنفيذي عربي | قطاع الصناعات الغذائية      |
| السعودية | عادل محمد العوضي       | أفضل رئيس تنفيذي عربي | قطاع تسويق المواد البترولية |
| قطر      | عبد الله بن محد العذبة | أفضل رئيس تنفيذي عربي | قطاع التطوير العقاري        |
| الكويت   | مطلق بن راشد العازمي   | أفضل رئيس تنفيذي عربي | قطاع البتروكيماوبات         |
| السعودية | عبدالكريم النهير       | أفضل رئيس تنفيذي عربي | قطاع أنظمة الري             |
| عُمان     | حسين بن حسن عبدالحسين  | أفضل رئيس تنفيذي عربي | قطاع المرافق العامة         |
| السعودية | علي بن محمد القحطاني   | أفضل رئيس تنفيذي عربي | قطاع مواد البناء            |
| قطر      | فهد بن راشد الكعبي     | أفضل رئيس تنفيذي عربي | قطاع الخدمات اللوجستية      |
| السعودية | عبد الله الدبيخي       | أفضل رئيس تنفيذي عربي | قطاع النقل البحري           |

فئة جوائز الرياضيين لعام 2019
| الدولة   | الجهة الفائزة             | اسم الجائزة                    | القطاع              |
| -------- | ------------------------- | ------------------------------ | ------------------- |
| السعودية | نادي الهلال السعودي       | أفضل نادي رياضي عربي           | فئة جوائز الرياضيين |
| قطر      | المنتخب القطري لكرة القدم | أفضل منتخب رياضي عربي          | فئة جوائز الرياضيين |
| قطر      | خالد سفر الهاجري          | أفضل الإداريين الرياضيين العرب | فئة جوائز الرياضيين |

فئة جوائز التميز العربي لعام 2019
| الدولة    | الجهة الفائزة           | اسم الجائزة                        | القطاع                  |
| --------- | ----------------------- | ---------------------------------- | ----------------------- |
| عُمان      | عذراء بنت هلال المعولية | جائزة التميز العلمي والبحثي العربي | فئة جوائز التميز العربي |
| المغرب    | عبد الحق المريني        | جائزة التميز البحثي العربي         | فئة جوائز التميز العربي |
| موريتانيا | محمد إبراهيم الزكاري    | جائزة التميز الأكاديمي العربي      | فئة جوائز التميز العربي |
| سوريا     | مازن الأيوبي            | جائزة التميز المهني العربي         | فئة جوائز التميز العربي |
| المغرب    | أسماء بنت الفاسي        | جائزة التميز المهني العربي         | فئة جوائز التميز العربي |
| المغرب    | حسناء الكروج            | جائزة التميز المهني العربي         | فئة جوائز التميز العربي |

## جوائز العام 2020
فئة جوائز التميز العربي للعام 2020
| الدولة                   | الجهة الفائزة                                                           | اسم الجائزة                    | القطاع            |
| ------------------------ | ----------------------------------------------------------------------- | ------------------------------ | ----------------- |
| الكويت                   | عبدالله محمد العجيل - مدير إدارة الطب الاحصائي بوزارة الصحة             | جائزة التميز المهني العربي     | فئة التميز العربي |
| السودان                  | سحر أحمد الحسين، كبير المراجعين بمكتب الشيخ للمحاسبة                    | جائزة التميز المهني العربي     | فئة التميز العربي |
| المغرب                   | رضوان امرابط، رئيس جامعة سيدي محمد بن عبدالله بفاس                      | جائزة التميز الأكاديمي الجامعي | فئة التميز العربي |
| قطر                      | خالد محمد جولــو، الرئيس التنفيذي لــشركة نبراس للطاقة                  | جائزة التميز المهني العربي     | فئة التميز العربي |
| السعودية                 | باسم إبراهيم، مدير جذب وتطوير الإستثمارات بوزارة الاستثمار في السعودية. | جائزة التميز المهني العربي     | فئة التميز العربي |
| الإمارات العربية المتحدة | قناة الغد                                                               | جائزة أفضل قناة عربية          | فئة التميز العربي |
| السعودية                 | محمود السيد، الرئيس التنفيذي لــشركة أموال للإستشارات                   | جائزة التميز المهني العربي     | فئة التميز العربي |
| المغرب                   | محمد الفايـد، خبير التغذية الدولي                                       | جائزة التميز المهني العربي     | فئة التميز العربي |
| المغرب                   | عبدالعاطي حابك، رئيس الهيئة الدبلوماسية                                 | جائزة التميز المهني العربي     | فئة التميز العربي |
| المغرب                   | عبدالله درميش، خبير القانون الدولي                                      | جائزة التميز المهني العربي     | فئة التميز العربي |

فئة جوائز الثقافة والفنون والتراث العربي للعام 2020
| الدولة | الجهة الفائزة                                          | اسم الجائزة                 | القطاع            |
| ------ | ------------------------------------------------------ | --------------------------- | ----------------- |
| الكويت | عبد العزيز سعود البابطين، رئيس مؤسسة البابطين الثقافية | جائزة االعمل الثقافي العربي | فئة التميز العربي |

فئة جوائز الأعمال لعام 2020
| الدولة | الجهة الفائزة                                               | اسم الجائزة           | القطاع                                   |
| ------ | ----------------------------------------------------------- | --------------------- | ---------------------------------------- |
| المغرب | مجموعة أوزون للخدمات البيئية                                | أفضل شركة عربية       | فئة الخدمات البيئية                      |
| المغرب | عزيز البدراوي الرئيس التنفيذي لمجموعة أوزون للخدمات البيئية | أفضل رئيس تنفيذي عربي | فئة الخدمات البيئية                      |
| المغرب | عزيزة يحظية                                                 | جائزة خدمة المجتمع    | فئة العمل الإنساني والمسؤولية الإجتماعية |

## جوائز العام 2022
فئة جوائز الأعمال لعام 2022
| الدولة   | الجهة الفائزة                                                      | اسم الجائزة                          | القطاع      |
| -------- | ------------------------------------------------------------------ | ------------------------------------ | ----------- |
| السعودية | سعادة الدكتور : عبدالله بن حمد الفوزان                             | جائزة أفضل مائة رئيس تنفيذي عربي     | فئة الأعمال |
| عُمان     | الدكتور : خميس بن سالم الجابري الرئيس التنفيذي لشركة عمان للإبحار. | جائزة أفضل مائة رئيس تنفيذي عربي     | فئة الأعمال |
| المغرب   | سعادة السيد : محمد بشير ، الرئيس التنفيذي لشركة رونو.              | جائزة أفضل مائة رئيس تنفيذي عربي     | فئة الأعمال |
| المغرب   | شركة رونو المغرب                                                   | جائزة جلوبال العالمية للتميز الصناعي | فئة الأعمال |

فئة جوائز العمل الإنساني والخيري لعام 2022
| الدولة   | الجهة الفائزة                                          | اسم الجائزة                 | القطاع                               |
| -------- | ------------------------------------------------------ | --------------------------- | ------------------------------------ |
| السعودية | الجمعية الخيرية لرعاية الأيتام بالمنطقة الشرقية (بناء) | جائزة أفضل مؤسسة عربية      | فئة العمل الإنساني والخيري لعام 2022 |
| السعودية | سعادة الدكتور عبد الله بن راشد الخالدي                 | جائزة أفضل رئيس تنفيذي عربي | فئة العمل الإنساني والخيري لعام 2022 |

فئة نجوم المجتمع والرياضيين لعام 2022
| الدولة | الجهة الفائزة                 | اسم الجائزة                 | القطاع                                |
| ------ | ----------------------------- | --------------------------- | ------------------------------------- |
| المغرب | منتخب المغرب الأول لكرة القدم | جائزة أفضل منتخب رياضي عربي | فئة نجوم المجتمع والرياضيين لعام 2022 |
| المغرب | الإعلامي رشيد العلالي         | جائزة أفضل منشط عربي        | فئة نجوم المجتمع والرياضيين لعام 2022 |

## جوائز جلوبال العالمية 2023
| الدولة                   | الفائز                                                                                | الجائزة                     | الفئة                                    |
| ------------------------ | ------------------------------------------------------------------------------------- | --------------------------- | ---------------------------------------- |
| المغرب                   | سعادة السيد: يس بكاري، المدير الاقليمي لشركة لوريال - شرق أفريقيا                     | جائزة التميز المهني العربي  | فئة التميز المهني العربي                 |
| السعودية                 | سعادة الدكتورة : فاطمة البخيت ، الرئيس التنفيذي للجمعية الخيرية لرعاية المرضى - ترابط | جائزة التميز المهني العربي  | فئة التميز المهني العربي                 |
| الإمارات العربية المتحدة | سعادة السيد : محمد علي درويش المنصوري                                                 | جائزة التميز المهني العربي  | فئة التميز المهني العربي                 |
| السعودية                 | سعادة البروفيسور مهند غازي عابد - عميد شؤون الطلاب بجامعة الملك عبدالعزيز             | جائزة التميز المهني العربي  | فئة التميز المهني العربي                 |
| السعودية                 | سعادة الدكتورة منال محمد، من جامعة ويستمنستر - المملكة المتحدة                        | جائزة التميز المهني العربي  | فئة التميز المهني العربي                 |
| عمان                     | مركز عمان للمؤتمرات والمعارض.                                                         | جائزة أفضل شركة عربية       | فئة المؤتمرات والمعارض                   |
| السعودية                 | شركة بياك                                                                             | جائزة أفضل شركة عربية       | فئة حلول الأبتكار                        |
| عمان                     | سعادة السيد: سعيد بن سالم الشنفري. الرئيس التنفيذي لمركز عمان للمؤتمرات والمعارض      | جائزة أفضل رئيس تنفيذي عربي | فئة المؤتمرات والمعارض                   |
| السعودية                 | الجمعية الخيرية لرعاية المرضى - ترابط                                                 | جائزة أفضل مبادرة عربية     | فئة العمل الإنساني والمسؤولية الإجتماعية |

## جوائز جلوبال العالمية - حفل باريس 2023
| الدولة   | الفائز                                                            | الجائزة                                  | الفئة                                    |
| -------- | ----------------------------------------------------------------- | ---------------------------------------- | ---------------------------------------- |
| السعودية | د. ضيف الله النعمي الرئيس التنفيذي لجمعية الوداد الخيرية          | جائزة التميز المهني                      | فئة التميز المهني                        |
| السعودية | د. فوزية الجار الله، الرئيس التنفيذي لشركة الإنماء للخدمات الطبية | جائزة التميز المهني                      | فئة التميز المهني                        |
| الكويت   | د. فواز العوضي، الرئيس القانوني لشركة الغانم للصناعات             | جائزة التميز المهني                      | فئة التميز المهني                        |
| السعودية | جمعية الوداد الخيرية                                              | أفضل مبادرة إنسانية عربية لعام 2022/2023 | فئة العمل الإنساني والمسؤولية الإجتماعية |
| السعودية | السيد أحمد المحسن، المدير المالي، الراجحي كابيتال                 | جائزة أفضل مدير مالي عربي                | فئة الأعمال                              |

## جوائز جلوبال العالمية 2024
فئة جوائز الشركات 2024
| الدولة                   | الفائز                                                         | الجائزة                                      | الفئة                                |
| ------------------------ | -------------------------------------------------------------- | -------------------------------------------- | ------------------------------------ |
| جمهورية مصر العربية      | بنك البركة                                                     | جائزة أفضل مصرف عربي لعام 2024               | فئة جوائز الشركات 2024               |
| الإمارات العربية المتحدة | شركة طيف الإمارات                                              | جائزة أفضل شركة عربية لعام 2024              | فئة جوائز الشركات 2024               |
| سلطنة عمان               | شركة عمان ساتس Oman Sats                                       | جائزة أفضل شركة عربية                        | فئة جوائز الشركات 2024               |
| المغرب                   | شركة أورانج المغرب                                             | جائزة المسؤولية الإجتماعية العربية لعام 2024 | فئة جوائز الشركات 2024               |
| الإمارات العربية المتحدة | سعادة السيد هيثم عبدالباقي، الرئيس التنفيذي لشركة طيف الإمارات | جائزة أفضل مائة رئيس تنفيذي عربي             | فئة جائزة أفضل مائة رئيس تنفيذي عربي |

فئة جائزة أفضل مائة رئيس تنفيذي عربي لعام 2024
| الدولة              | الجهة الفائزة                                                                               | اسم الجائزة                      | القطاع                               |
| ------------------- | ------------------------------------------------------------------------------------------- | -------------------------------- | ------------------------------------ |
| المغرب              | سعادة السيد حسن منير - الرئيس التنفيذي لشركة كوسومار                                        | جائزة أفضل مائة رئيس تنفيذي عربي | فئة جائزة أفضل مائة رئيس تنفيذي عربي |
| البحرين             | سعادة السيد أحمد بن عبدالعزيز الخياط، الرئيس التنفيذي لهيئة التخطيط العمراني بمملكة البحرين | جائزة أفضل مائة رئيس تنفيذي عربي | فئة جائزة أفضل مائة رئيس تنفيذي عربي |
| السعودية            | سعادة السيد ثامر المهيد، الرئيس التنفيذي للشركة الكيميائية السعودية                         | جائزة أفضل مائةرئيس تنفيذي عربي  | فئة جائزة أفضل مائة رئيس تنفيذي عربي |
| السعودية            | سعادة الدكتور وليد فتيحي الرئيس التنفيذي للمركز الطبي الدولي                                | جائزة أفضل مائةرئيس تنفيذي عربي  | فئة جائزة أفضل مائة رئيس تنفيذي عربي |
| السعودية            | سعادة السيدة سلافة جبرتي الرئيسة التنفيذية لشركة كلير فيشن                                  | جائزة أفضل مائة رئيس تنفيذي عربي | فئة جائزة أفضل مائة رئيس تنفيذي عربي |
| السعودية            | سعادة السيد خالد صالح الخليوي الرئيس التنفيذي لفنادق بودل                                   | جائزة أفضل مائة رئيس تنفيذي عربي | فئة جائزة أفضل مائة رئيس تنفيذي عربي |
| جمهورية مصر العربية | سعادة السيد حازم حجازي الرئيس التنفيذي لبنك البركة                                          | جائزة أفضل مائة رئيس تنفيذي عربي | فئة جائزة أفضل مائة رئيس تنفيذي عربي |

 فئة جوائز التميز العربي 2024
| الدولة     | الجهة الفائزة                                                         | اسم الجائزة                     | القطاع                       |
| ---------- | --------------------------------------------------------------------- | ------------------------------- | ---------------------------- |
| سلطنة عمان | سعادة الدكتور محمد النجار مدير مديرية التدريب بوزارة العمل العمانية   | جائزة التميز المهني العربي 2024 | فئة جوائز التميز العربي 2024 |
| المغرب     | سعادة السيد عمر برادة - الرئيس التنفيذي لنادي مانشستر يونايتد         | جائزة التميز المهني العربي 2024 | فئة جوائز التميز العربي 2024 |
| قطر        | سعادة السيد غانم صلاح العلي - المدير التنفيذي لمركز الإنماء الإجتماعي | جائزة التميز المهني العربي 2024 | فئة جوائز التميز العربي 2024 |
| السعودية   | سعادة الدكتور وليد فتيحي - الرئيس التنفيذي للمركز الطبي الدولي        | جائزة التميز المهني العربي 2024 | فئة جوائز التميز العربي 2024 |
| السعودية   | سعادة السيد خالد بن صالح الخليوي - الرئيس التنفيذي لفنادق بودل        | جائزة التميز المهني العربي 2024 | فئة جوائز التميز العربي 2024 |

## معرض صور

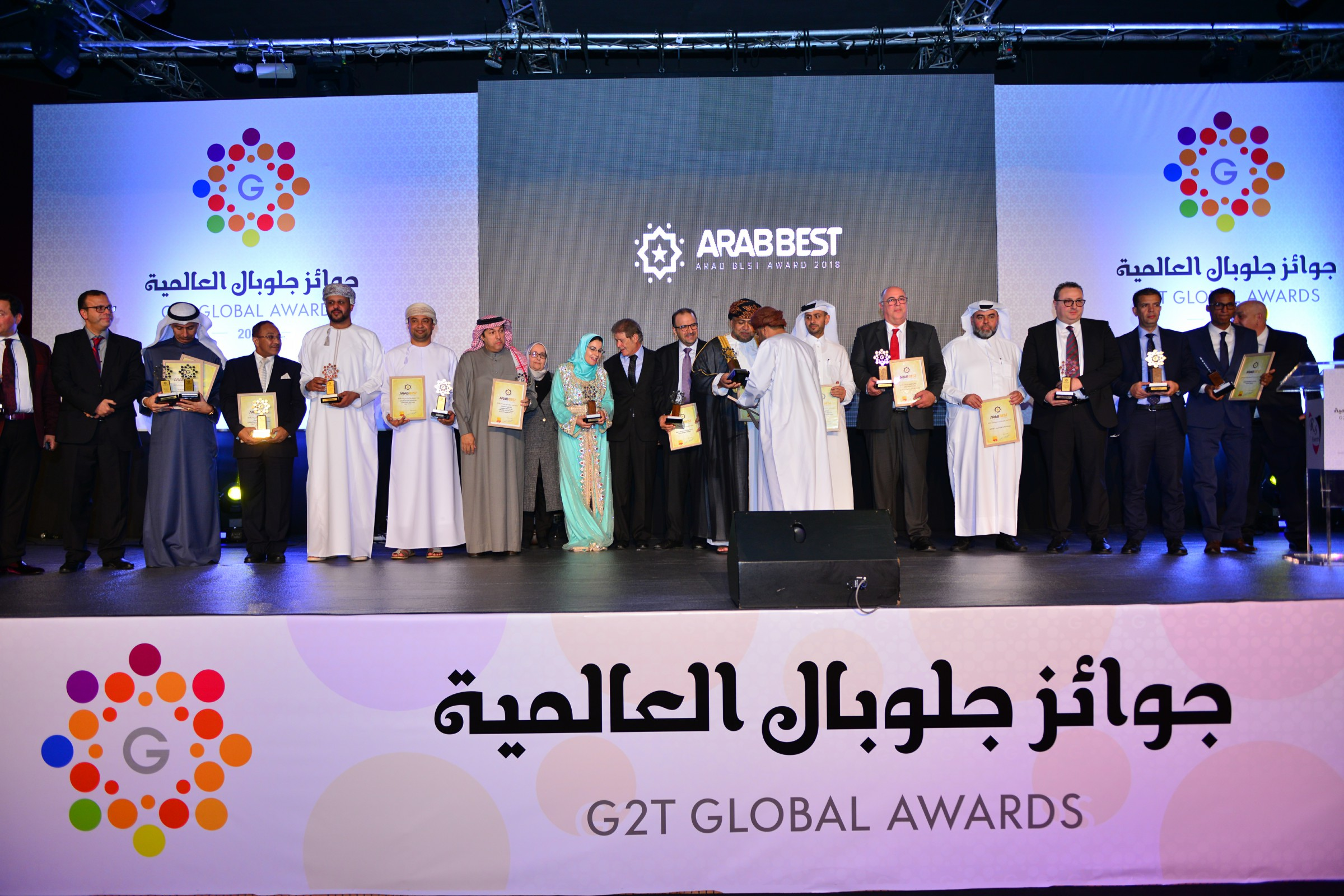
صورة جماعية للفائزين في جوائز جلوبال العالمية للعام 2018
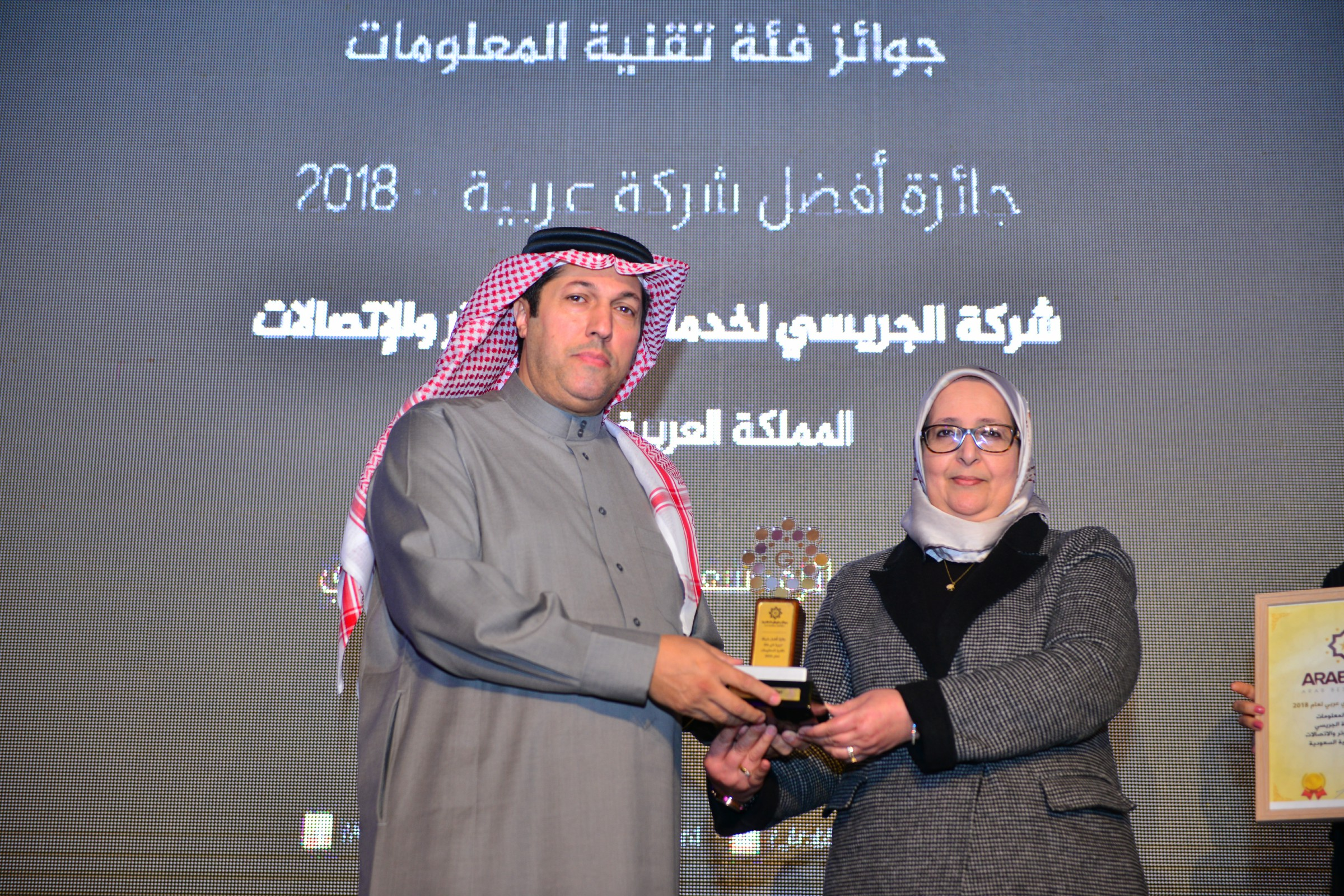
شركة الجريسي لخدمات الكمبيوتر والاتصالات
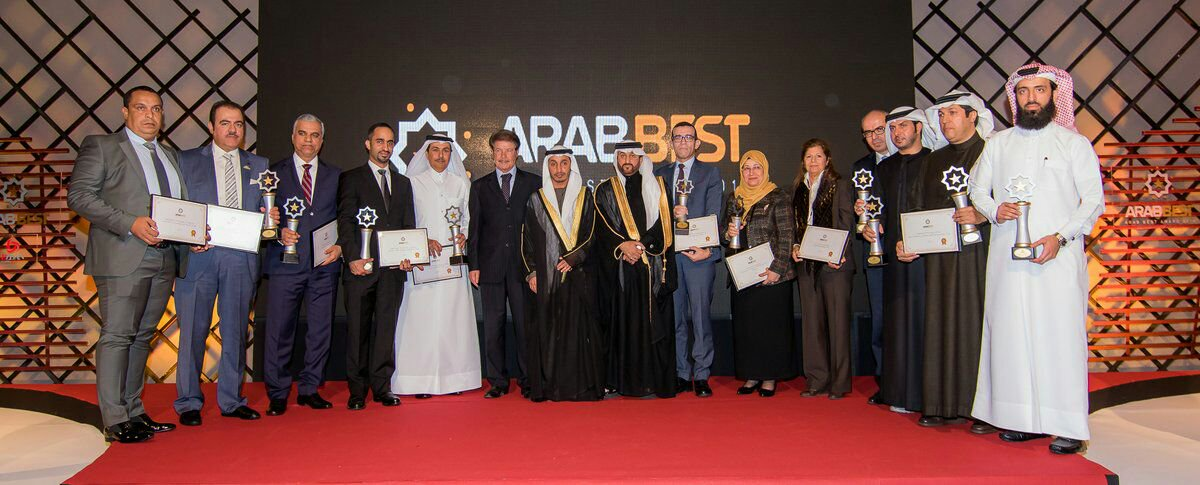
صورة جماعية للفائزين بجوائز الاعمال في حفل -جائزة أفضل العرب